# Enregistreur à fil

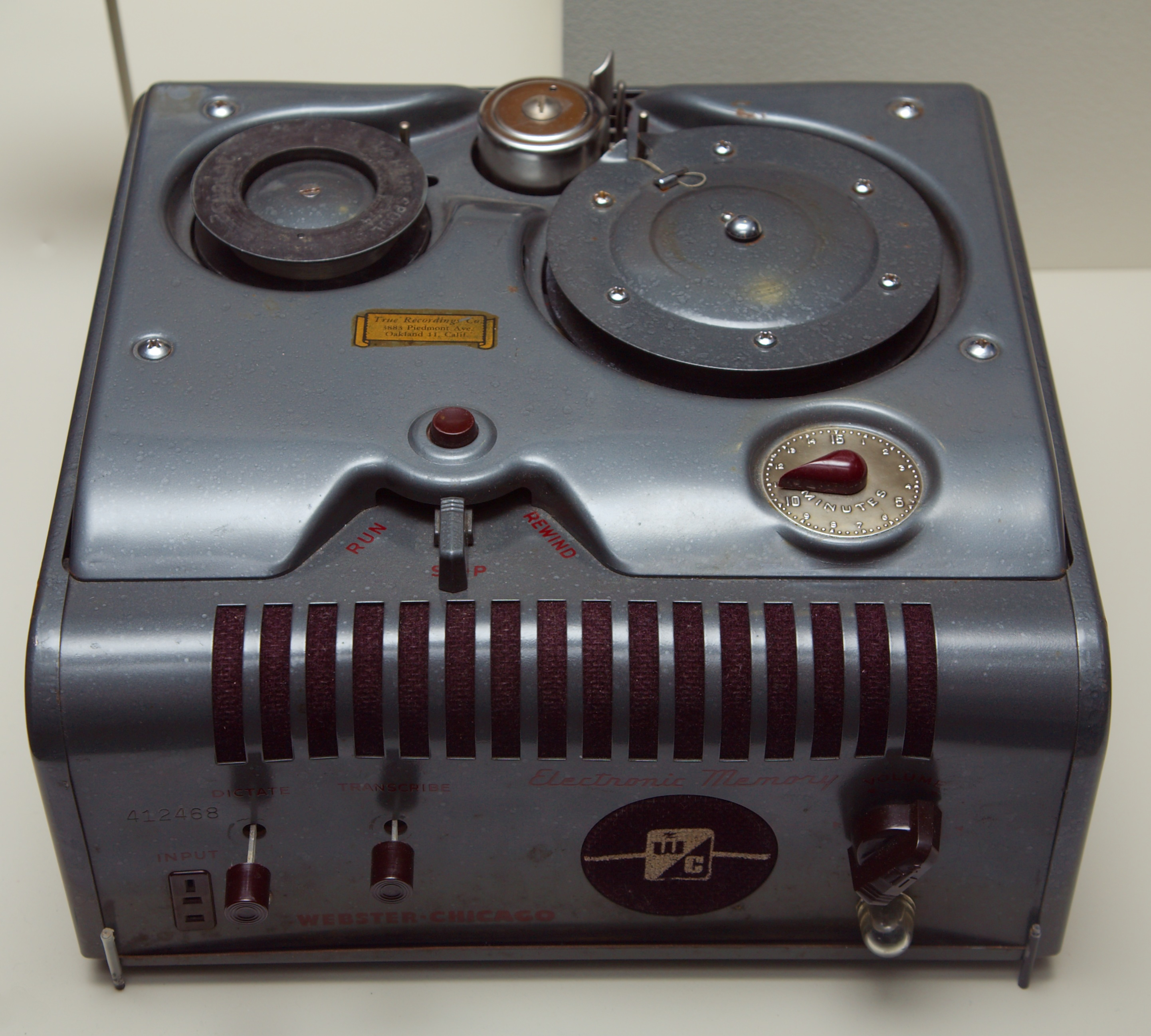
Un enregistreur à fil Webster-Chicago de 1951.

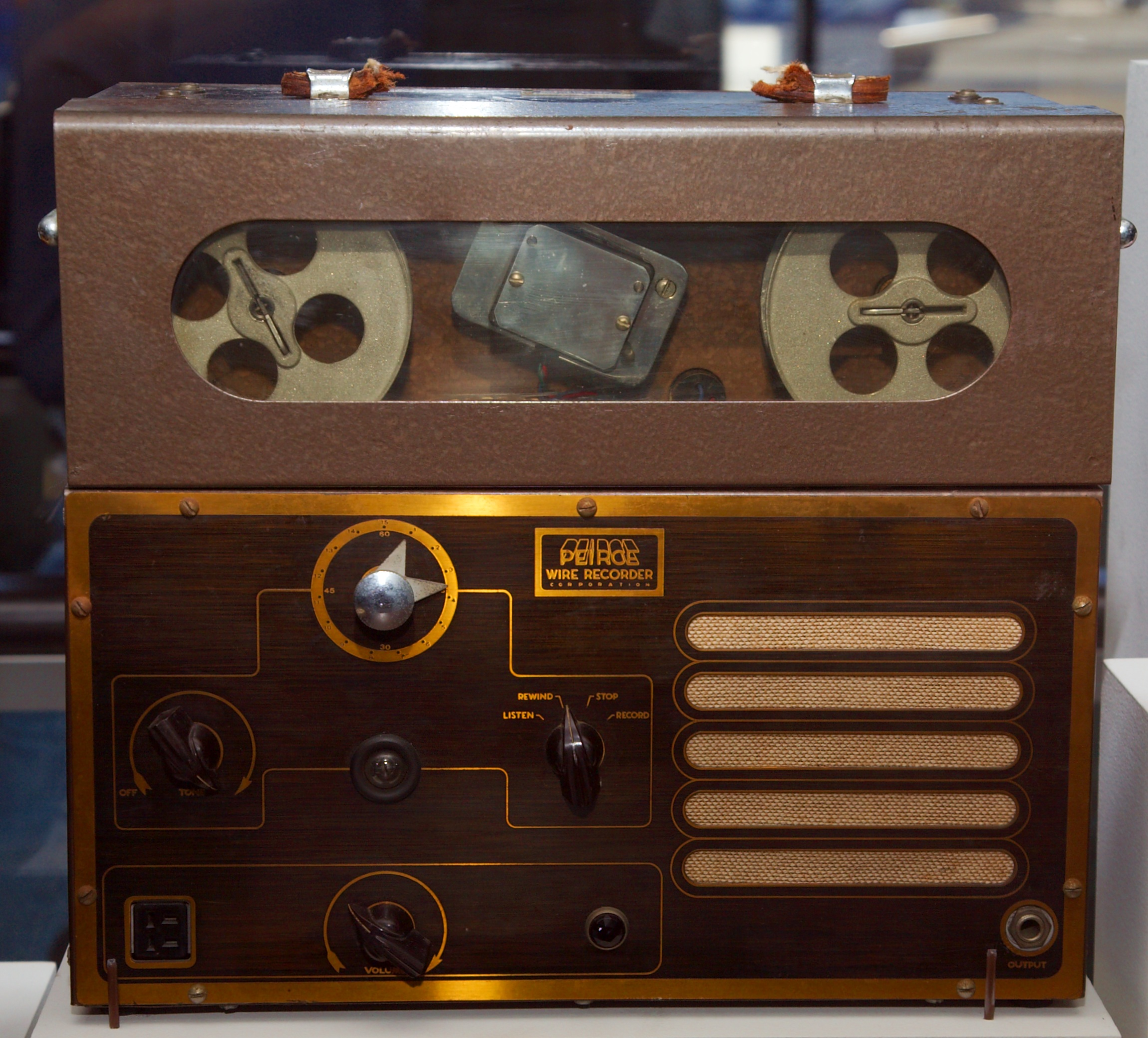
Un enregistreur à fil Peirce 55-B de 1945.

Un enregistreur à fil ou magnétophone à fil est un appareil servant à enregistrer des sons sur un fil en acier ou en acier inoxydable, dits fils magnétiques.

## Historique

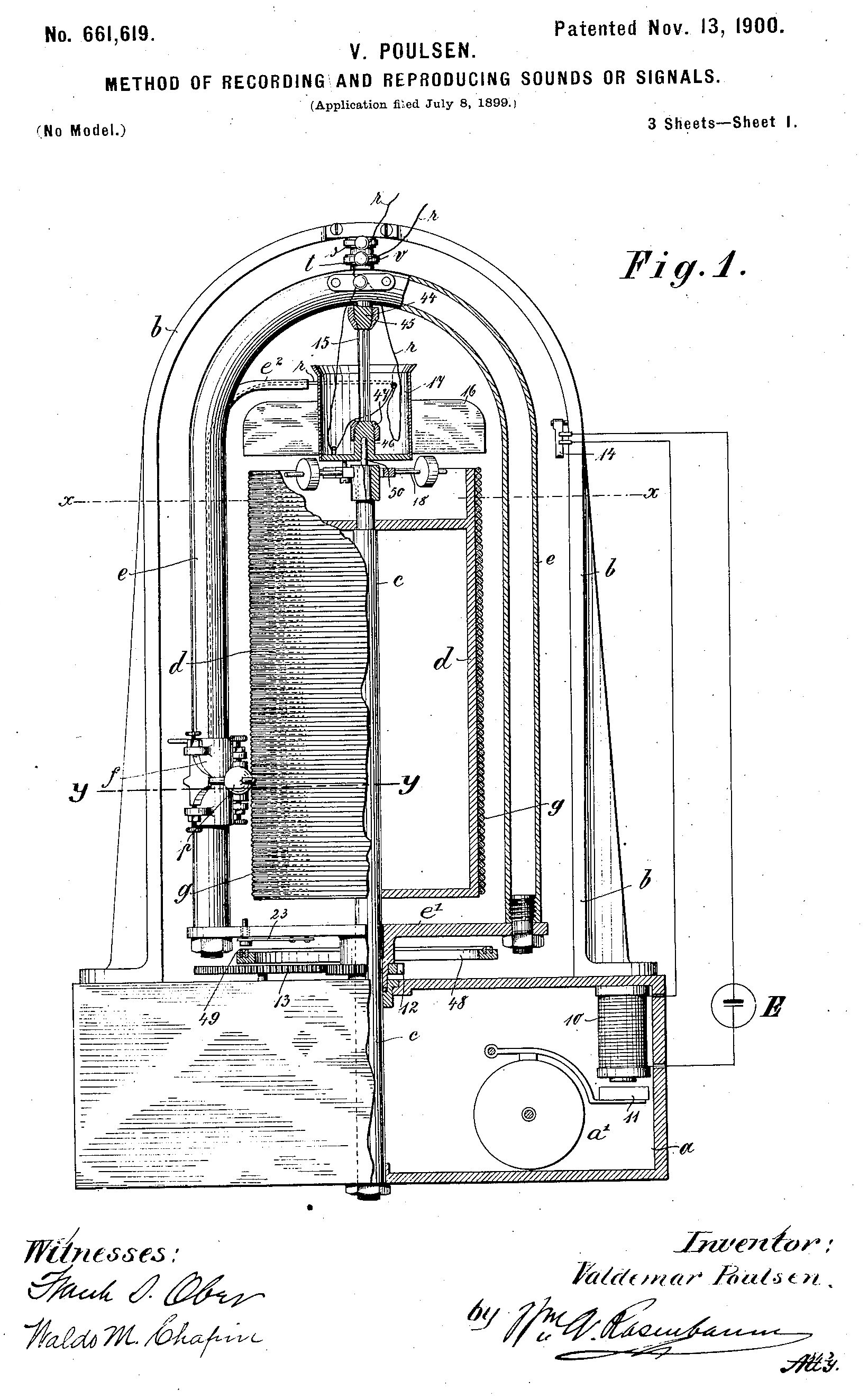
Schéma présent sur le brevet du premier enregistreur à fil

### Origines: le télégraphone
Le premier enregistreur à fil est le télégraphone de Valdemar Poulsen inventé en 1898.
Des enregistreurs à fil pour la dictée et l’enregistrement d’appels téléphoniques sont ensuite fabriqués par de nombreuses compagnies, principalement l'American Telegraphone Company pendant les années 1920 et 1930, mais pendant cette période les enregistreurs de marque Dictaphone et Ediphone — utilisant encore des cylindres de cire — restent largement utilisés.

## Succès commercial éphémère
La brève apogée de l’enregistrement à fil dure de 1946 à 1954. Il en résulte de nombreuses améliorations techniques et le développement de modèles bon marché par Brush Development Company et Armour Research Foundation de l’IIT. Parmi ces améliorations figure d'abord celle de la tête de lecture qui prend la forme d'un V afin de limiter les effets de l'éventuelle torsion du fil, qui, avec les têtes plates originelles, peut rendre un enregistrement inaudible — la partie magnétisée du fil n'étant plus correctement alignée avec la tête — puis celle des médias eux-mêmes, rendus plus solides et plus compacts par l'utilisation d'acier inoxydable, qui permet des durées d'enregistrement très longues par rapport aux médias concurrents de l'époque jusqu'à l'avènement de bandes magnétiques elles-mêmes compactes et à défilement lent.

### Déclin
L'enregistreur à fil est définitivement détrôné par le magnétophone qui, durant les années 1950, devient plus compact, moins complexe d'utilisation et plus abordable financièrement. Le magnétophone lui-même continue d'être utilisé par les professionnels dans les studios d'enregistrement car les plus élaborés permettent un enregistrement multipiste — de quatre, dans les années 1960, à 24 à partir du Sony MCI JH 24 de 1976, puis 32 sur les derniers modèles — tandis que le grand public se tourne vers des médias plus faciles à manipuler que les bandes libres, comme la cartouche audio et surtout la cassette audio, jusqu'à l'avènement du numérique.